# Alan Janc
Alan „Al“ Janc (* 17. März 1964 in San Diego, Kalifornien) ist ein ehemaliger US-amerikanischer Beachvolleyballspieler. 

## Karriere
Sein erstes Profiturnier bestritt der in der achtgrößten Stadt der Vereinigten Staaten geborene Athlet 1984 an der Seite von Tim Walmer in der Hauptstadt Hawaiis. Bei den Honolulu Open wurden die beiden Siebte. Das Duo stand zwei Jahre später zum ersten Mal bei der Siegerehrung gemeinsam auf dem Podest. In der Heimatstadt des 1,91 m großen Blockspielers
belegten sie den dritten Platz. Eine Saison später gewannen sie ein Turnier der Parks und Regreation (P&R) Serie in Miami. Dies blieb der einzige Sieg von „Big Al“ in den Vereinigten Staaten während seiner gesamten Karriere. In der Saison zuvor hatte er mit Leif Hanson zwei weitere Bronzeränge bei den Doheny Beach und den Cape Cod Open erkämpft. In den drei Spielzeiten von 1985 bis 1987 war er nicht nur im Sand aktiv gewesen. Als Student der Long Beach State schmetterte und blockte er in der Halle für „The Beach“. Beim 3:0-Sieg gegen die San Diego State am 7. Februar 1987 war der Außenangreifer mit siebzehn erfolgreichen Angriffsschlägen der beste Punktesammler seiner Mannschaft.
Nach dem Sieg bei den Open in Florida dauerte es drei Jahre, bis das Duo Walmer / Janc ein weiteres Mal auf dem Stockerl stand. Bei den Enoshima Open mussten sie nur ihren ehemaligen Partnern Leif Hanson und Eric Wurts den Vortritt lassen. Dies war ihr erster gemeinsamer Auftritt bei einer Veranstaltung der Fédération Internationale de Volleyball. Ebenfalls in Japan gelang den beiden eine Saison später ihr erster und einziger Erfolg bei der World Tour. In Yokohama besiegten sie im Finale André Lima und Guilherme Marques. Im gleichen Jahr waren die beiden Kalifornier zuvor in Australien in verschiedenen Teams angetreten. Während Janc an der Seite von Brent Frohoff in Manly Dritter und auf Hamilton Island Zweiter wurde, stand Walmer mit Dan Vrebalovich jeweils eine Stufe weiter oben auf dem Treppchen. In den folgenden Spielzeiten war Big Al noch einige Jahre mit verschiedenen Partnern als Beachvolleyballer aktiv. Zu einer weiteren Podiumsplatzierung reichte es jedoch nicht mehr. Beste Resultate waren das Erreichen der Vorschlussrunde 1993 bei der FIVB Tour wieder in Enoshima mit Craig Moothart und ein Jahr später bei der amerikanischen Serie in Grand Haven mit Pat Powers. Dazu kam eine Viertelfinalteilnahme mit Steve Timmons in Jacksonville in derselben Saison und eine top sechs Platzierung mit Powers 1995 in Washington, District of Columbia. 1997 trat Alan Janc noch einmal beim AVP Grand Slam in Hermosa Beach an, kam jedoch mit Sean Icaza nicht über die Qualifikation hinaus. Danach beendete der Beachprofi aus San Diego seine Karriere.

## Persönliches
Vor seinem Studium besuchte der Sportler die Mission Bay High School in seiner Heimatstadt. Er hat eine Tochter Jordan und einen Sohn Kaden. Die beiden sind Zwillinge. Laut seiner Facebookseite hat er an seinen Geburtstagen verschiedene Spendenaktionen ins Leben gerufen und an anderen Tagen für ähnliche Aufrufe gespendet.